# Milan Williams
Milan Williams (Okolona, 28 marzo 1948 – Houston, 9 luglio 2006) è stato un tastierista statunitense.
Era membro dei Commodores, che aveva lasciato nel 1989, non accettando di fare un concerto in Sudafrica. È morto a 58 anni, per cancro, in Texas.